# 자니스 사무소
주식회사 SMILE-UP.는 1975년에 설립된 일본의 프로덕션이다. 소재지는 도쿄도이다.
2023년 10월 17일부터 주식회사 SMILE-UP.(스마일업)으로 명칭을 변경해 창업자 故자니 키타가와의 성적 학대 의혹에 관한 보상 업무에 전념, 매니지먼트 업무를 신회사에 이관해 보상 후 폐업할 예정. 대표이사였던 후지시마 쥬리 케이코는 이 회사에 남아 피해자 구제활동에 전념해 나갈 방침이다.
같은 날에 새로운 에이전트 회사 STARTO ENTERTAINMENT(스타토 엔터테인먼트)를 설립해, 소속 탤런트의 매니지먼트 업무에 대해서는 2024년 4월 10일부로 동사에 이관했다. 현재 SMILE-UP.은 성가해 문제에 걸리는 보상 업무에 전념하고 있으며, 보상 후 폐업할 예정이다.

## 연혁
故자니 기타가와(본명: 키타가와 히로무, 일본어: 喜多川擴)가 미국에 있었던 시절 극장 무대 매니저를 했었는데, 무대 뒤에서 연극을 보고 감동했다고 한다. 또한 미국에서 거주하고 있던 고등학교 시절에는 로스 앤젤레스의 극장에서 아르바이트를 하면서 다양한 무대를 보고 있는 동안, 엔터테인먼트에 감명을 받았다는 설도 있다.

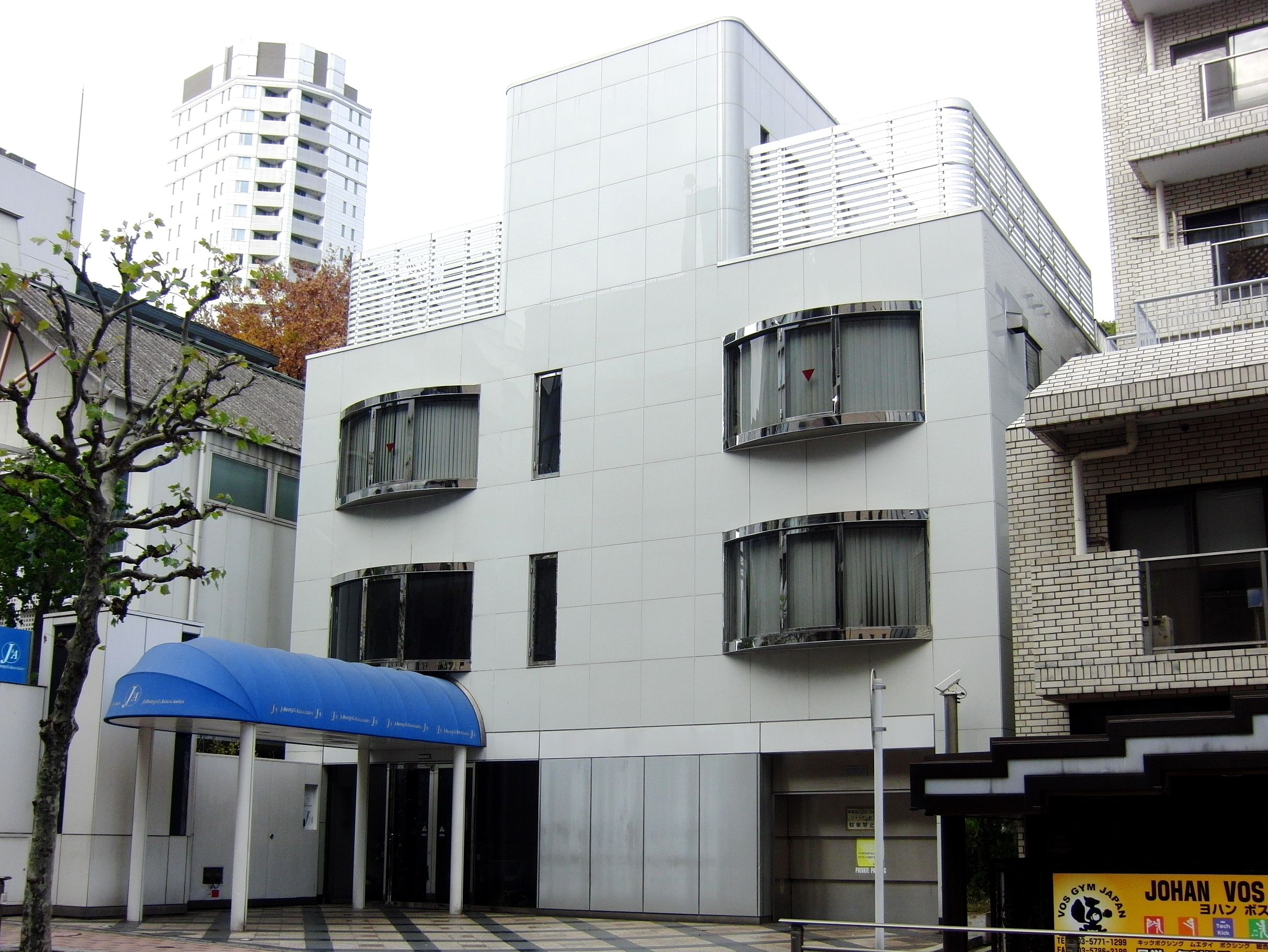
자니스 사무소의 전 오피스 사무소

일본으로 귀국 후 1960년대 초반 지인이 야구 팀을 만들고 있었기 때문에 이것을 따라 자신도 야구팀 "쟈니즈"를 만들었다. 이웃 소년 30명을 모아 도쿄 요요기에 있던 영군 시설 "워싱턴 하이츠"에서 코치를 하고 있었다. 멤버는 하마다 미츠오 , 오바타 야스시, 시라타 고지 등이 있었으며, 응원단에는 마츠시마 토모코가 있었다. 프로 구단이나 역도산 등의 지원을 받아 연습장은 나중에 이케부쿠로의 릿쿄 대학 그라운드로 옮겨졌다. 팀 이름은 "올 헤타즈", "올 에라즈"를 거쳐, 키타가와의 미국 국적의 이름인 "쟈니"를 사용해 "쟈니즈"(자니스)로 자리잡았다. 이 중 4명의 소년 "자니스"를 결성하여 사무소 설립으로 이어졌다. 초기에 공개된 경위는 1962년 새해가 지나고 비오는 날, 야구팀에서 가끔 공 줍기를 하고 있던 단짝 멤버 4명을 초대, 영화 "웨스트 사이드 스토리"를 보러 데려간다. 그리고 영화에 뜨거운 감동을 느낀 소년들은 같은 해 4월 "쟈니즈"을 결성하였다라는 설도 있지만 실제로 사실로 밝혀진 것은 없다.
누나 메리 키타가와는 1950년대부터 요쓰야 산쵸메의 엔쓰지자카 언덕 입구 오른쪽편에 있었던 "스폿"이라는 이름의 카운터 바를 경영하고 있으며, 바의 손님이었던 도쿄 신문 기자(현재는 작가)인 후지시마 다이스케와 결혼. 그리고 동생 쟈니가 사무실을 설립한 시기에, 메리도 바를 폐점하고 사무소 경리를 담당하게 되었다. 당시 관리는 와타나베 프로덕션에 위탁하고 있었지만, 1962년 6월 독립하여 쟈니즈 사무소를 설립하고 1975년 1월 주식 회사로 법인 등기했다. 그러나 원래는 대표 쟈니 키타가와의 개인 사무소로, 정식 명칭이 아닌 "쟈니즈의 소속 사무소"라는 의미로써 사용하고 있었다. 또한, 현재로 자주 말해지는 "아이돌의 사무소"가 아닌 본래는 뮤지컬 배우 사무소였다.
1980년대까지 여성도 소속하고 있었다.(이노 야슈오, 시마다 준, 후지시마 쥬리 케이코, VIP, 쓰리 양키즈, 오렌지 시스터즈) 하지만, 오렌지 시스터즈의 해체 이후 현재에 이르기까지 여성 탤런트는 소속되지 않고 있다.

## 특징

### 콘서트
소속 탤런트의 콘서트 연극 등의 주최, 기획, 티켓 판매 등을 실시하는 영 커뮤니케이션 콘서트 사무국이 설립되었다. 소속 탤런트의 콘서트에는 "쟈니즈 티켓 판매 약관"이라는 독자 규약이 만들어져 있어, 티켓 판매 방법은 일반적인 판매 방법과는 상당히 다르다.

### 팬클럽
팬클럽은 자니즈 패밀리 클럽(통칭: JFC, 파미쿠라, 가족, 패밀리, 가족)의 명칭으로 JFC의 모체로서 각 탤런트의 FC가 만들어지고 있다. 또한 FC가 결성돼 있지 않은 탤런트에 관해서는 "정보국(쟈니즈 주니어)" "쟈니스 아티스트 클럽"가 탤런트 정보를 엽서로 제공하고 있다. 엄격한 회원 규약이 설치되어 있어, 예를 들어, 팬클럽 회원이 소속 탤런트의 합숙소에 가거나 사생팬 등의 행위가 드러나는 경우 탈퇴 및 콘서트 출입 금지 등이 부과된다.

## 관련 기업
- 주식회사 쟈니즈 엔터테인먼트 (음반 제작)
- 주식회사 제이 스톰 (음반, 영화 제작)
- 주식회사 제이 드림 (영화 제작<주로 SMAP의 영상 제작, 관리>)
- 도쿄 글로브좌 (공연장)
- 쟈니즈 패밀리 클럽 (팬클럽 운영)
- 주식회사 영 커뮤니케이션 콘서트 사무국 (콘서트 및 공연 주최)
- 콘서트 사무국 (영 커뮤니케이션 산하 티켓 판매)
- 주식회사 제이 스테이션 (쟈니즈 소속 탤런트 상품판매)
- 유니존 주식회사 (광고 계약, 광고 관련)
- 주식회사 쟈니즈 출판<다른명: 쟈니 컴퍼니> (음악 저작권 관리)
- 주식회사 뮤직 마인드 (음악 저작권 관리)
- 주식회사 엠.시오. (상품 제작 회사)
- 주식회사 츠즈키 스튜디오 (리허설 스튜디오)
- 주식회사 아트 뱅크 (모바일 컨텐츠 사업, 2003년 5월 14일부터 시작한 모바일 공식 사이트 "Johnny's web"을 위해 설립)
- 주식회사 킁킁 (잡지, 달력 등의 기획 제작의 각 출판사와 계약 협상 대행, 그외 잡지, 달력 등의 기획 제작의 각 출판사와 계약 협상 대행)
- 쟈니즈 샵 (주식회사 제이 스테이션에서 운영하는, 쟈니즈 사무소 정식 상품 판매점. 또한 "쟈니즈 주니어 명감" 시리즈의 발행, 판매도 하고 있다. 이밖에 홍콩에도 쟈니즈 샵을 오픈하고 있다.)

그외 제휴
- 주식회사 일본 히로아키 회사 (광고 선전 회사, 탤런트 상품 기획)
- 주식회사 케이 플래닝 센터 (일본 히로아키 회사 계열 광고 대행사, 탤런트 매니지먼트)

## 임원 및 주요 직원
| 이름                 | 직함                                                   | 비고 |
| -------------------- | ------------------------------------------------------ | --- |
| 쟈니 키타가와        | 쟈니즈 사무소 창립자                                   | 본명: 키타가와 히로무 (일본어: 喜多川擴) 메리 키타가와의 남동생 후지시마 쥬리 케이코의 삼촌                      |
| 메리 키타가와        | 쟈니즈 사무소 대표이사 회장                            | 본명: 후지시마 메리 야스코(일본어: 藤島メリー泰子) 쟈니 키타가와의 누나 후지시마 쥬리 케이코의 엄마              |
| 후지시마 쥬리 케이코 | 제이 스톰, 유니 존 대표이사 사장                       | 메리 키타가와의 장녀 쟈니 키타가와의 조카 쟈니즈 사무소 초대 대표이사 사장                                       |
| 히가시야마 노리유키  | 쟈니즈 사무소 2대 대표이사 사장                        | 현 쟈니즈 사무소 2대 대표이사 사장 전 소년대 멤버                                                                |
| 시라하세 아키라      |                                                        | |
| 이노하라 요시히코    | 쟈니스 아일랜드 사장 쟈니즈 사무소 2대 대표이사 부사장 | 전 V6 현 배우 |
| 코스기 류조          | 쟈니즈 사무소 고문                                     | 스마일 컴퍼니 대표이사 콘도 마사히코의 전직 이사 쟈니즈 엔터테인먼트 대표이사                                    |
| 이즈 키쿠에          | 이사 겸 사장 비서                                      | |
| 시라하세 스구루      | 이사 홍보 부장                                         | 와타나베 프로덕션 출신 전 토요카와 조에 담당 매니저                                                              |
| 야자키 마사미        | 이사 제작 부장                                         | 주식회사 야자 파파 사장                                                                                          |
| 니시무라 젠사쿠      | 감사                                                   | |
| 키사우에 세이코      | 영 커뮤니케이션 콘서트 사무국 임원                     | 쟈니즈 패밀리 클럽 주임                                                                                          |
| 엔도 나오토          | 영 커뮤니케이션 콘서트 사무국 임원                     | "PLAYZONE" 프로듀서                                                                                              |
| 東覚                 | 소년대 담당 치프 매니저                                | |
| 코시미즈 준페이      | TOKIO 담당 치프 매니저                                 | |
| 쿠로카와 켄이치      | V6 담당 치프 매니저                                    | |
| 스즈키 히로시        | KinKi Kids 담당 치프 매니저                            | |
| SANCHE (산체)        | 쟈니즈 사무소 전속 안무가                              | 본명: 아베 유조 (일본어: 阿部雄三) "MEGA MIX" 멤버 중 초기의 "trf" 멤버로 뉴욕에서 쟈니 키타가와에 스카우트됐다. |
| 토리오 아키라        | 임원                                                   | |
| 이타노 토시오        | 현재는 리듬 믹스 댄싱 클럽을 개교                      | 현재는 리듬 믹스 댄싱 클럽을 개교.                                                                               |
| 바비 요시노          | 쟈니즈 사무소 전속 안무가                              | 현재는 바비 요시노 재즈댄스 스튜디오의 개교.                                                                     |
| 야다 지난            | 쟈니즈 사무소 고문 변호사                              | 노조미 종합 법률 사무소 소속                                                                                     |